# 빌 주커트
빌 주커트(Bill Zuckert, 1915년 12월 18일 ~ 1997년 1월 23일)는 미국의 배우이다.

## 출연 작품
- 총알 탄 사나이 3 (1994년)
- 에이스 벤츄라 (1994년)
- 크리터스 3 (1991년)
- 허클베리 핀의 모험 (1981년)
- 핑크빛 소동 (1980년)
- 데블 독: 지옥의 사냥개 (1978년)
- 립스틱 (1976년)
- 세계에서 가장 힘센 남자 (1975년)
- 걸 모스트 라이크리 투 (1973년)
- 소녀는 괴로워 (1969년)
- 털보 가족 (1966년)
- 시카고의 7인 (1964년)
- 충격의 복도 (1963년)
- 키드 갈라드 (1962년)
- 아다 (1961년)
- 추격 (1959년)
- 오즈 어게인스트 투마로우 (1959년)
- 선셋 77번가 (1958년)

### 텔레비전
- In the Heat of the Night (1991)
- 명탐정 바나비 존즈 (1973년)
- 119 구조대 (1972년)
- 도망자 (1963년)
- 보난자 (1959년)
- 미녀 삼총사 - TV 시리즈 (1976년)
- FBI (1965년)
- 서부를 향해 달려라 (1965년)
- 하와이 5-0수사대 (1968년)
- 아이언 사이드 (1967년)
- 페리 메이슨 (1957년)
- 딜론 보안관 (1955년)
- 디즈니랜드 (1954년) - 셔리프 윌리 역